# Academia Deportiva Cantolao
L'Academia Deportiva Cantolao, è una società calcistica peruviana con sede nella città di Callao.

## Storia

### Fondazione e primi anni
È stata fondata nel Balneario de Cantolao (da cui il nome), situato nella Provincia Costituzionale di Callao, il 14 aprile 1981. Quell'anno iniziò a partecipare come Deportivo Cantolao alla Lega dipartimentale di Callao, dopo aver acquistato la categoria da Teófilo Zavalaga. È stato campione distrettuale e poi anche della Chalaco Interleague.
Nel 1982 partecipò alla Fase Regionale della Copa Perú, dove eliminò Octavio Espinosa e Atlético Independiente. Nella Fase Nazionale si è qualificato insieme all'Unión González Prada alla finale esagonale, escludendo Leoncio Prado di Tingo María. In finale hanno concluso a pari punti con Atlético Torino e Atlético Grau ma sono arrivati terzi per differenza reti.

### Avvio in seconda divisione
Dopo quella campagna fu invitato a partecipare alla riattivata Seconda Divisione peruviana del 1983, dove finì al secondo posto a pari merito con l'Huracán San Agustín, tre punti dietro il campione Unión Gonzales Prada. Ha partecipato fino al 1985, quando nel 1986 ha ceduto la categoria all'Internazionale San Borja.
Nel 1987 partecipò nuovamente alla Copa Perú, ma questa volta come Academia Cantolao e dalla neonata Lega Distrettuale Bellavista - La Perla. L'anno successivo si classifica terzo nella Fase Dipartimentale, dove gioca uno spareggio per l'ultimo posto nel Regionale contro Juan Mata, perso per 2-1.
Alla fine del 1989 il club si fuse con l'Aurora Miraflores FBC , dando vita al Club Aurora-Cantolao, partecipando alla Seconda Divisione nel 1990 e 1991. Nel frattempo, nella Lega Bellavista - La Perla, continuò a partecipare come Academia Cantolao. Nel 1992, il secondo professionista fu nuovamente ristrutturato, quindi il numero delle squadre fu ridotto e la fusione fu sciolta.

### Anni nell'ombra
Nel 2013 si è qualificato per la Fase Dipartimentale del Callao, dove è stato a un passo dal raggiungere la Fase Regionale dopo aver pareggiato 1-1 in semifinale contro il Márquez FC de Ventanilla e poi perso 10-9 ai rigori. Nel 2014 il club sì è laureato campione della Lega Distrettuale Bellavista-La Perla, qualificandosi per la Callao Interligas.

### Ritorno in Seconda Serie
Nel 2015, ha vinto la Serie B della Lega Bellavista-La Perla battendo l'Academia Ballón 20-0 e si è qualificato per la fase dipartimentale. In quella fase Cantolao vinse il girone A (eliminando Dan Las Lomas e Defensor Reynoso) e poi batté l'Estrella Azul de Ventanilla 6-1. Si è qualificato per la Fase Nazionale della Copa Perú 2015, dopo aver battuto il club Alfredo Tomassini del Ventanilla per sei reti ad una.
Già nella fase nazionale, passa agli ottavi di finale dopo essere arrivato settimo nella classifica unica, dove affronta José Chiroque de Zarumilla che sconfigge con un punteggio complessivo di 5 a 1. Nei quarti affronta lo Sportivo La Vid de Concepción, che supera con un punteggio complessivo di 5 a 2. In semifinale affronta Cristal Tumbes, che sconfigge con un punteggio complessivo di 4 a 3. In finale ha affrontato il La Bocana de Sechura, con il quale furono sconfitti con un punteggio complessivo di 3 a 4.
Il secondo posto ottenuto, concesse comunque al club il permesso di salire in Segunda División.

### Promozione nella massima serie

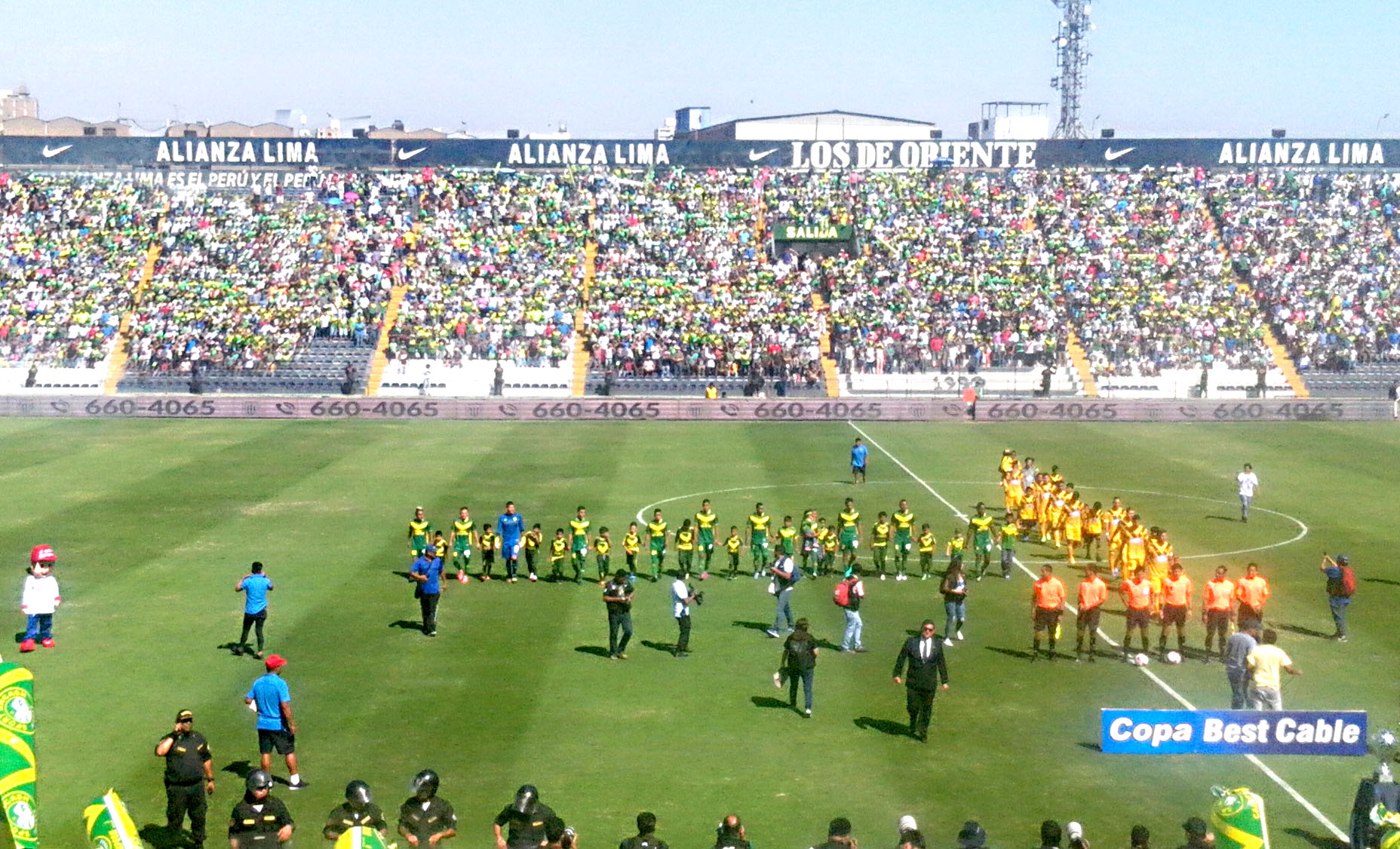
Finale della Seconda Divisione Peruviana 2016 tra Sport Ancash vs Cantolao

Nella Seconda Divisione 2016, hanno preso il comando del torneo a tre giornate dalla fine dopo aver battuto il Cienciano per 1-0 a Cusco. Sono arrivati alla finale a pari punti con lo Sport Áncash, che hanno sconfitto per 2-0 in una partita supplementare giocata allo stadio Alejandro Villanueva, ottenendo la promozione in Prima Divisione. Quella stagione ebbe come capocannoniere José Manzaneda, che sarebbe stato considerato nell'undici ideale e il miglior giocatore del campionato.

## Allenatori
- Ronald Pitot (1981)
- Rafael Castañeda (1982)
- Luis Roth (1983)
- Eloy Campos (1983)
- Adrián Mendoza (1984)
- Luis Roth (1985)
- Teodoro Wuchi (1988-1989)
- Eduardo Asca (1990)
- Carlos Solís (1991-1992)
- Agapito Rodríguez (1995)
- Ramón Perleche (2013)
- Mauro Pinedo (2013)
- Iván Chaves (2014)
- Álvaro Bonelli (2014)
- Guillermo Esteves (2015)
- Carlos Silvestri (2016-2018)
- Guillermo Esteves (2018)
- Jorge Araujo (2018-2019)
- Hernán Lisi (2020)
- Jorge Espejo (2020-2021)
- Carlos Silvestri (2021-2022)
- Guillermo Esteves (2022)
- Alejandro Apud (2022)
- Matías Rosa (2023)
- Ramón Perleche (2023)
- Edgardo Malvestiti (2023)
- Adrián Taffarel (2023)
- Jersi Sócola (2023)
- Adrián Taffarel (2024 - )

## Palmares

### Competizioni nazionali
- Segunda División: 1

2016

### Competizioni regionali
- Lega dipartimentale di Callao: 2

1981, 2015